# Extreme Rules 2009
Extreme Rules 2009 è stata la prima edizione dell'omonimo evento in pay-per-view di wrestling prodotto dalla WWE. Si è tenuto il 7 giugno 2009 alla Arena di New Orleans.
Tutti gli incontri del pay-per-view (escluso l'imprevisto incasso del Money in the Bank) si sono disputati con una stipulazione speciale.

## Storyline
Il 17 maggio, a Judgment Day, Batista sconfisse il WWE Champion Randy Orton per squalifica; tuttavia, data la modalità con cui aveva ottenuto la vittoria, quest'ultimo rimase campione. Nella puntata di Raw del 18 maggio la General Manager dello show, Vickie Guerrero, annunciò quindi uno Steel Cage match tra Orton e Batista con in palio il WWE Championship per Extreme Rules.
A Judgment Day, Edge difese con successo il World Heavyweight Championship contro Jeff Hardy grazie all'intervento di Matt Hardy. Nella puntata di SmackDown del 22 maggio il General Manager dello show, Theodore Long, sancì un incontro non titolato tra Edge e Jeff per la sera stessa, il cui vincitore avrebbe poi scelto la stipulazione speciale del loro match di Extreme Rules. Più avanti, la sera stessa, Jeff sconfisse Edge, decidendo poi di affrontarlo in un Ladder match con in palio il World Heavyweight Championship per Extreme Rules.
A Judgment Day, Christian difese con successo l'ECW Championship contro Jack Swagger. Nella puntata di ECW del 19 maggio Swagger attaccò brutalmente Christian per poi, nella puntata di Superstars del 21 maggio, interferire durante un incontro tra Tommy Dreamer e lo stesso Christian, facendolo terminare in no-contest. Nella puntata di ECW del 26 maggio la General Manager dello show, Tiffany, annunciò un Triple Threat Hardcore match tra Christian, Swagger e Dreamer con in palio l'ECW Championship per Extreme Rules. Se Dreamer avesse perso tale incontro, sarebbe stato licenziato poiché il suo contratto stava per scadere (kayfabe).
A Judgment Day, John Cena sconfisse Big Show dopo che questi gli aveva fatto perdere il World Heavyweight Championship contro Edge a Backlash. Nella puntata di Raw del 18 maggio la General Manager Vickie Guerrero sancì un Submission match tra Cena e Big Show per Extreme Rules.
A Judgment Day, Rey Mysterio difese con successo l'Intercontinental Championship contro Chris Jericho. Nella puntata di SmackDown del 22 maggio, dopo aver accolto la richiesta di Jericho, il General Manager Theodore Long sancì un No Holds Barred match tra Mysterio e Jericho con il titolo in palio per Extreme Rules.
A Judgment Day, Umaga sconfisse CM Punk. Nella puntata di SmackDown del 22 maggio Umaga attaccò brutalmente Punk durante il suo match contro Chris Jericho, colpendolo ripetutamente con una cintura di cuoio. Un Samoan Strap match tra Punk e Umaga fu poi annunciato per Extreme Rules.
Nella puntata di Raw del 25 maggio Kofi Kingston vinse un Triple Threat match che includeva anche Matt Hardy e William Regal, diventando così il contendente n°1 dello United States Champion Montel Vontavious Porter. Nella puntata di Raw del 1º giugno Kingston sconfisse tuttavia MVP in un incontro per il titolo, conquistando così lo United States Championship per la prima volta. Un Fatal 4-Way match tra Kingston, Hardy, MVP e Regal con in palio lo United States Championship (di Kingston) fu poi sancito per Extreme Rules.
Nella puntata di Raw del 18 maggio la General Manager Vickie Guerrero sconfisse Santina Marella grazie all'aiuto di Chavo Guerrero, conquistando così il titolo di "Miss WrestleMania". Un Handicap Hog Pen match tra Vickie e Chavo contro la sola Santina con in palio il titolo di "Miss WrestleMania" fu poi annunciato per Extreme Rules.

## Risultati
| #    | Match                                                                 | Stipulazioni                                                                                 | Durata |
| ---- | --------------------------------------------------------------------- | -------------------------------------------------------------------------------------------- | ------ |
| Dark | Kelly Kelly e Mickie James hanno sconfitto Beth Phoenix e Rosa Mendes | Tag team match                                                                               | 15:24  |
| 1    | Kofi Kingston (c) ha sconfitto Matt Hardy, MVP e William Regal        | Fatal four-way hardcore match per il WWE United States Championship                          | 06:42  |
| 2    | Chris Jericho ha sconfitto Rey Mysterio (c)                           | No holds barred match per il WWE Intercontinental Championship                               | 14:43  |
| 3    | CM Punk ha sconfitto Umaga                                            | Strap match                                                                                  | 08:59  |
| 4    | Tommy Dreamer ha sconfitto Christian (c) e Jack Swagger               | Triple threat hardcore match per l'ECW Championship                                          | 09:38  |
| 5    | Santina Marella ha sconfitto Chavo Guerrero e Vickie Guerrero         | Two-on-one handicap hog pen match per il titolo di "Miss WrestleMania"                       | 02:43  |
| 6    | Batista ha sconfitto Randy Orton (c)                                  | Steel cage match per il WWE Championship                                                     | 07:03  |
| 7    | John Cena ha sconfitto Big Show                                       | Submission match                                                                             | 19:06  |
| 8    | Jeff Hardy ha sconfitto Edge (c)                                      | Ladder match per il World Heavyweight Championship                                           | 20:07  |
| 9    | CM Punk ha sconfitto Jeff Hardy (c)                                   | Single match per il World Heavyweight Championship CM Punk ha incassato il Money in the Bank | 01:02  |